# Rôle (théâtre, cinéma, opéra)
Pour les articles homonymes, voir Rôle.
Un rôle  correspond à l'ensemble des répliques d'un personnage dans une pièce de théâtre. L'ensemble des rôles similaires à travers la littérature dramatique s'appelle un emploi. Le terme est aussi utilisé à l'opéra et au cinéma. Un acteur joue, interprète un rôle.

## Les rôles auXVIIIesiècle
Au XVIIIe siècle, les dénominations des rôles s’apparentent au moins à trois vocabulaires distincts :
- rôles de nature sociale, définissant parfois une certaine hiérarchie entre interprètes (premiers rôles, seconds rôles, rois et reines, jeunes premiers, soubrettes)
- types de rôles définis d’après des personnages de pièces particulières (Crispin, Agnès)
- rôles nommés d’après leur créateur, pratique surtout courante dans l’opéra-comique (Laruette, Trial, Caillot, Dugazon).

À ces catégories s’ajoutent encore des rôles définis d’après les accessoires (rôles à manteaux, rôles à livrée, rôles à baguette).